# Жарові труби

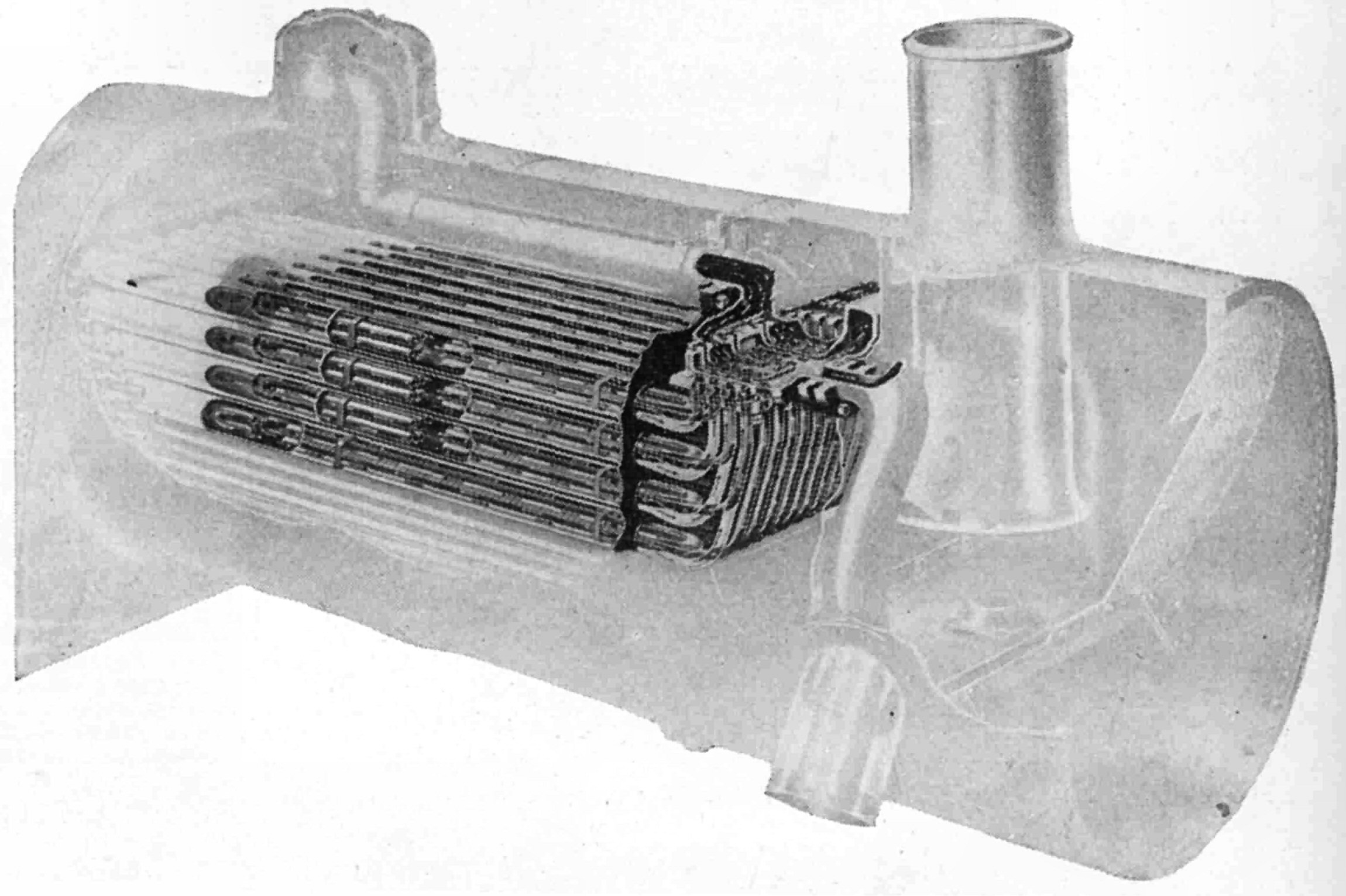
Жаротрубний пароперегрівач

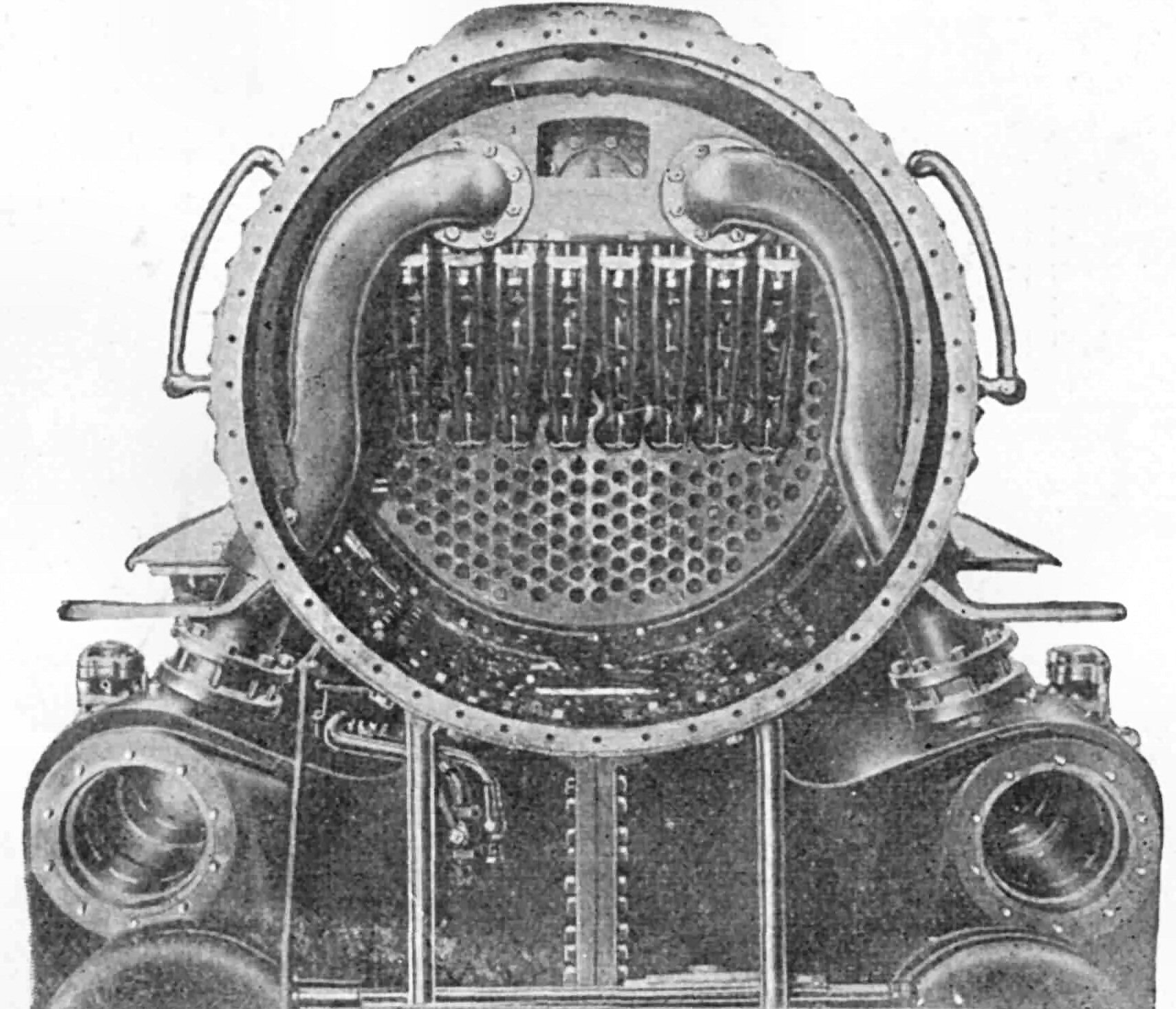
Вид на трубчасту решітку. Розташовані в верхній частині жарові труби помітно більше в діаметрі, ніж ті що розташовані під ними димогарні

Жарові труби — елементи конструкції парового котла, основний компонент трубчастих пароперегрівачів (такі пароперегрівачі ще називають жаротрубні). Як зрозуміло з назви, служать для пропуску гарячих газів, які утворилися в результаті згоряння палива в топці, і передачі їх теплоти парі, тим самим підвищуючи її температуру і підвищуючи ККД котла в цілому.
Раніше жаровими називали труби для нагріву і випаровування води. Однак після переходу на багатотрубчасті котли (в 1820-тих рр.), такі труби стали називати димогарними.
В 1890-тих — 1900-тих рр. в котлах стали встановлювати перші пароперегрівачі, які спочатку мали стрічкову конструкцію (пар нагрівався за рахунок поверхонь, закріплених на димогарних трубах). Згодом конструкція пароперегрівачів зазнала серйозних змін. Їх стали розміщувати в самому котлі або в димовій коробці, але такі конструкції не набули поширення. Більш вдалими виявилися конструкції, де нагрівальні елементи пароперегрівача (U-подібно зігнуті трубки) розміщувалися в окремих трубах. Саме ці труби і стали називатися жаровими. Власне кажучи, жарові труби також беруть участь і в паротворенні, оскільки оточені водою, але все ж, їх основне призначення — передача тепла, пару, що проходить по розміщеним в жарових трубах елементах пароперегрівача.
За конструкцією жарові труби аналогічні димогарним, але більші у діаметрі. Це пов'язано з тим, що в них повинні розміщуватися відразу кілька труб пароперегрівача, і при цьому повинен залишатися простір для вільного пропуску гарячих газів. Тим не менш, у ряді країн, з метою уніфікації, випускалися паровози, у яких жарові труби мали малий діаметр, але економічність таких котлів була помітно нижче, ніж у традиційних (на 25 % і більше).